# Atari 2600
Az Atari 2600, eredetileg 1982. novemberig Atari Video Computer System (Atari VCS) egy olyan otthoni videójáték-konzol, melyet az Atari gyártott és forgalmazott. 1977. szeptember 11-i megjelenésével azzal vált híressé, hogy népszerűvé tette a mikroprocesszorokkal felszerelt hardvereket és a ROM tárolókon tárolt játékokat. Az első ilyen az 1976-ban megjelent Fairchild Channel F volt. A VCS két botkormány vezérlővel, egy pár egymáshoz kapcsolt „pingpongütő-kontrollerrel” és egy játékkazettával érkezett. Kezdetben rajta volt a Combat, később pedig a Pac-Man.
Az Atari VCS kilenc egyszerű, 2 kB-os, alacsony felbontású játékokkal érkezett. A rendszer az igazán neki aló játékot a Taito arkád játékának, a Space Invadersnek az otthoni változatával találta meg 1980-ban, majd innentől nagyon sikeres lett, így létrejött az Activision, és más, harmadik feles játékgyártók is felfigyeltek rá, és felfigyeltek rá a többi otthoni játékkontrollert gyártó cégek is, mint a  Mattel és a Coleco is. A kezdeti élettartam végére, 1983—1984-re a 2600-ra kiadott játékok által felhasznált ROM megnégyszereződött az eredeti kiadásokhoz képest. Ezzel együtt sokat javult a képi megjelenés is, és jobb lett a játékélmény is, mint amilyenre a rendszert kifejlesztették. Ilyen fejlett játék volt a Pitfall! és annak továbbfejlesztése, a Pitfall II: Lost Caverns.
Az Atari két licenszelt játékba fejlesztett bele sokat. Az egyik a Pac-Man, a másik pedig az 1982-ben megjelent E.T. the Extra-Terrestrial volt. A Pac-Man lett a rendszerre eladott legjövedelmezőbb játék, de az eredeti játéktermi és a portos változat miatt a konzolos változat elvesztette a vevők bizalmát. Az E.T.-t karácsony előtt akarták kiadni, de nagy kereskedelmi bukás lett belőle. A két játék, valamiunt számos, alacsony minőségű játék egyszerre történt megjelenése egyszerre vezetett a videójátékok 1983-as összeomlásához, ami után már nem volt releváns a 2600 sem.
A Warner eladta az Atari otthoni részlegét a Commodore igazgatójának, Jack Tramielnek. 1986-ban az új Atari Corporation Tramiel vezetésével piacra dobta a 2600 sokkal olcsóbb változatát, az Atari 7800-at, de valójában a Nintendo vitt életet a piacra, mikor 1985-ben Észak-Amerikában piacra dobta a Nintendo Entertainment Systemet. Az Atari 2600 gyártása 1992. január 1-én ért véget, élettartama alatt mintegy 30 millió példányt adtak el belőle.